# Meigneux (Seine-et-Marne)
Meigneux ist eine französische Gemeinde im Département Seine-et-Marne in der Île-de-France. Sie grenzt im Norden an Rampillon, im Nordosten an Sognolles-en-Montois, im Osten an Cessoy-en-Montois, im Südosten an Mons-en-Montois, im Süden an Donnemarie-Dontilly, im Südwesten an Gurcy-le-Châtel und im Westen an Villeneuve-les-Bordes. Die Bewohner nennen sich die Meigneuxiens.

## Bevölkerungsentwicklung
| Jahr      | 1962 | 1968 | 1975 | 1982 | 1990 | 1999 | 2008 | 2013 |
| --------- | ---- | ---- | ---- | ---- | ---- | ---- | ---- | ---- |
| Einwohner | 121  | 116  | 132  | 133  | 150  | 174  | 215  | 244  |

## Sehenswürdigkeiten
Siehe: Liste der Monuments historiques in Meigneux (Seine-et-Marne)

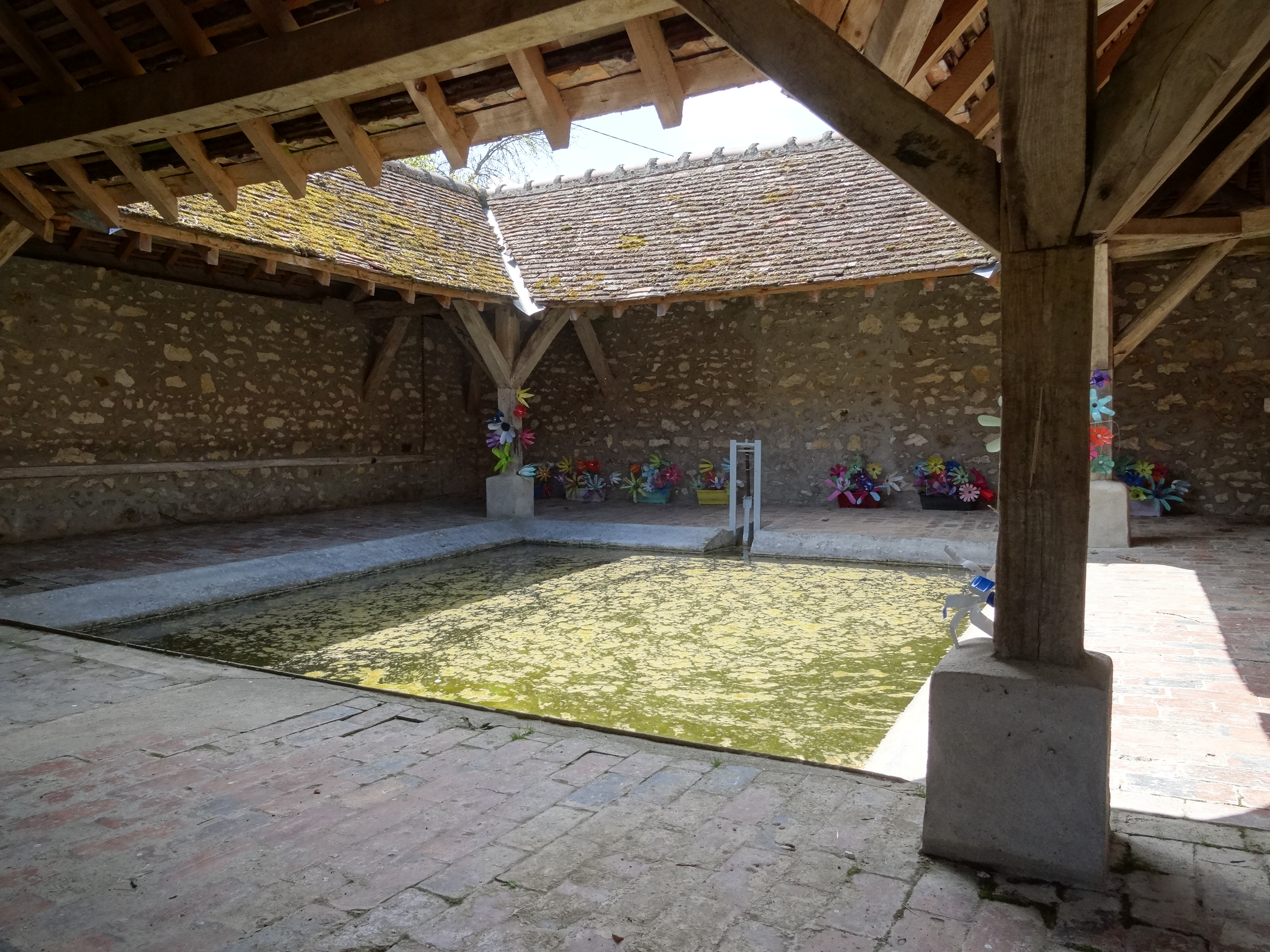
Lavoir (Waschhaus)
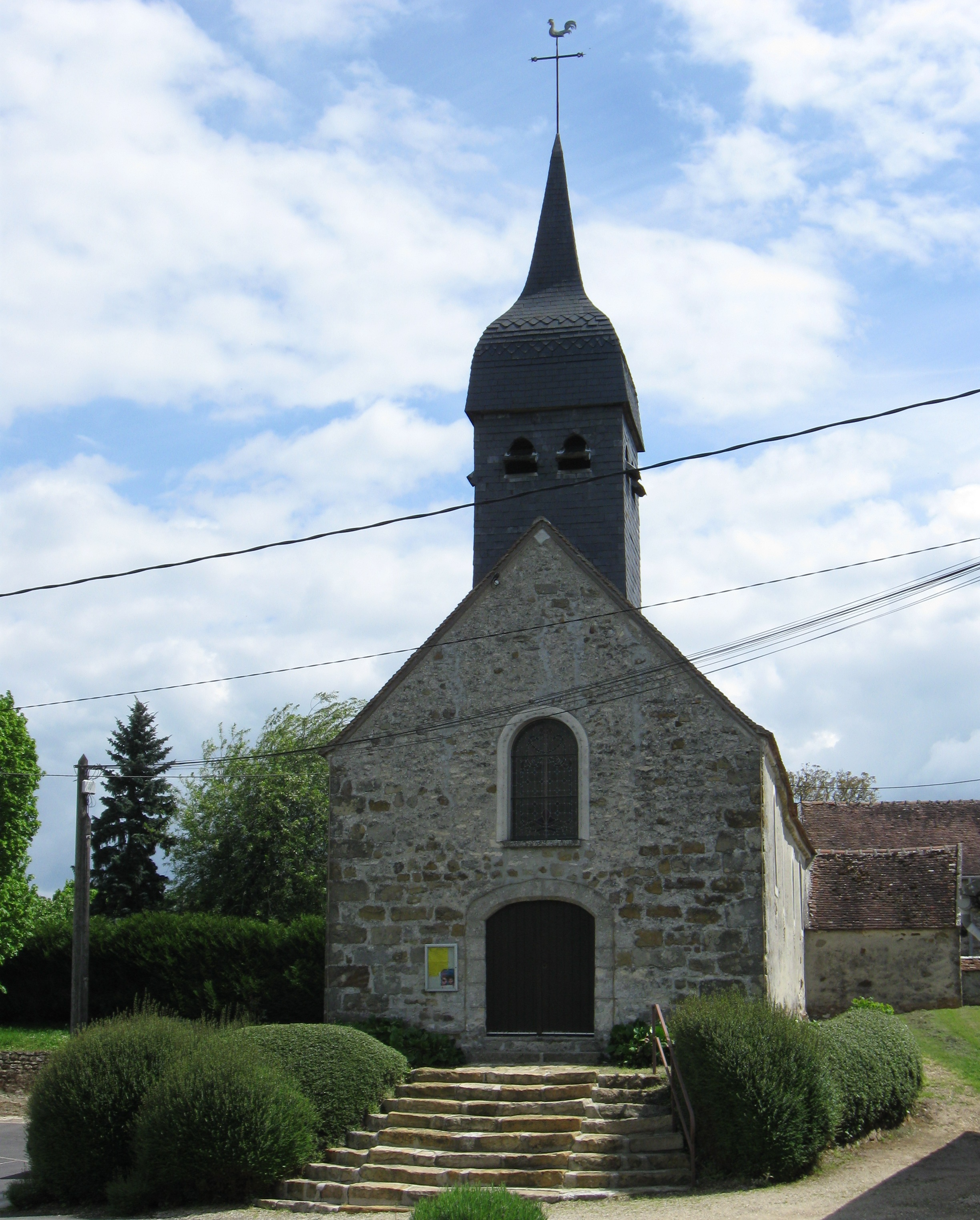
Kirche Notre-Dame-de-la-Nativité